# نسار عباس
نسار عباس هي قرية في مقاطعة سميرم، إيران. عدد سكان هذه القرية هو 18 في سنة 2006.